# Herrenhaus Schenkendöbern

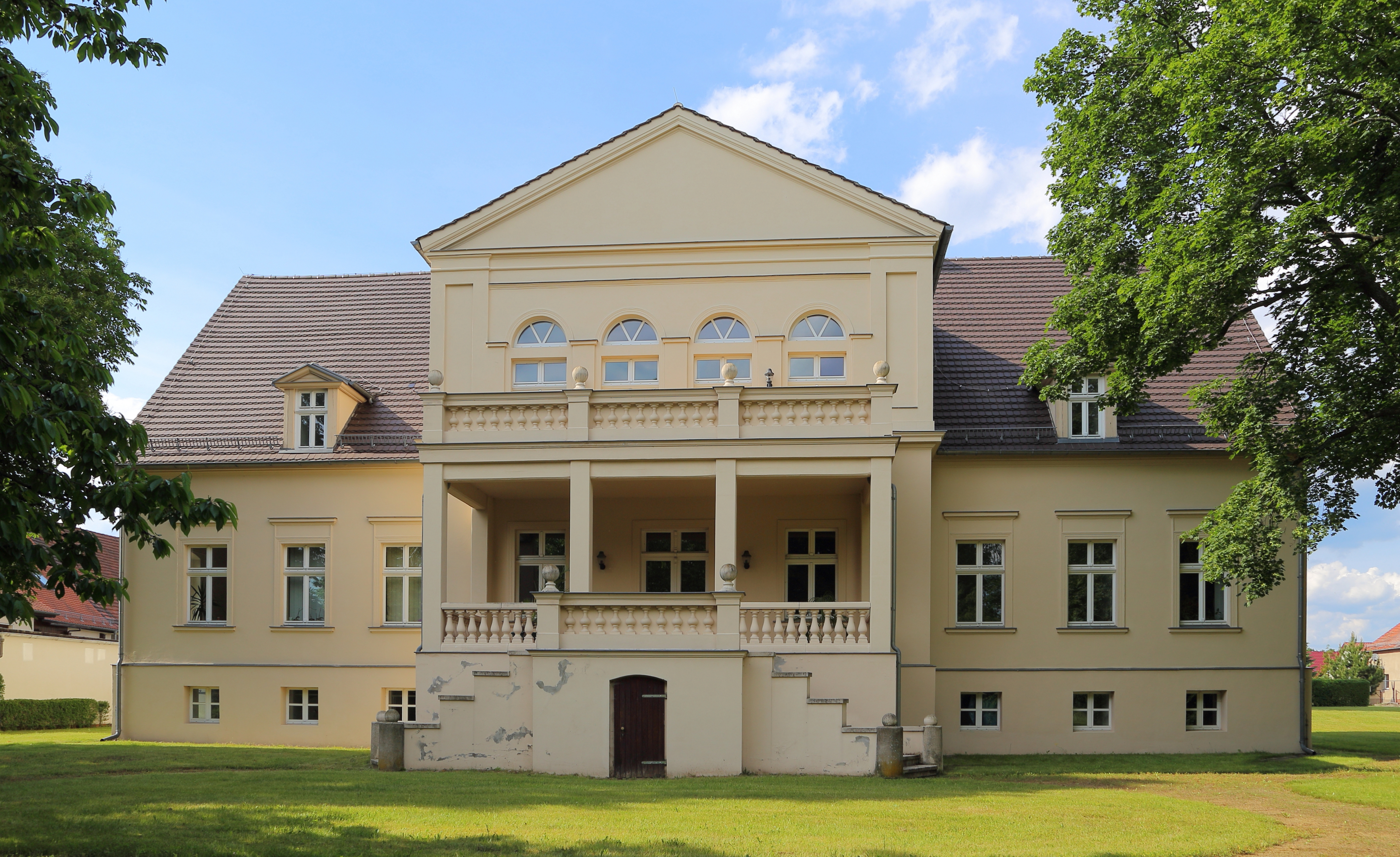
Herrenhaus Schenkendöbern (2016)

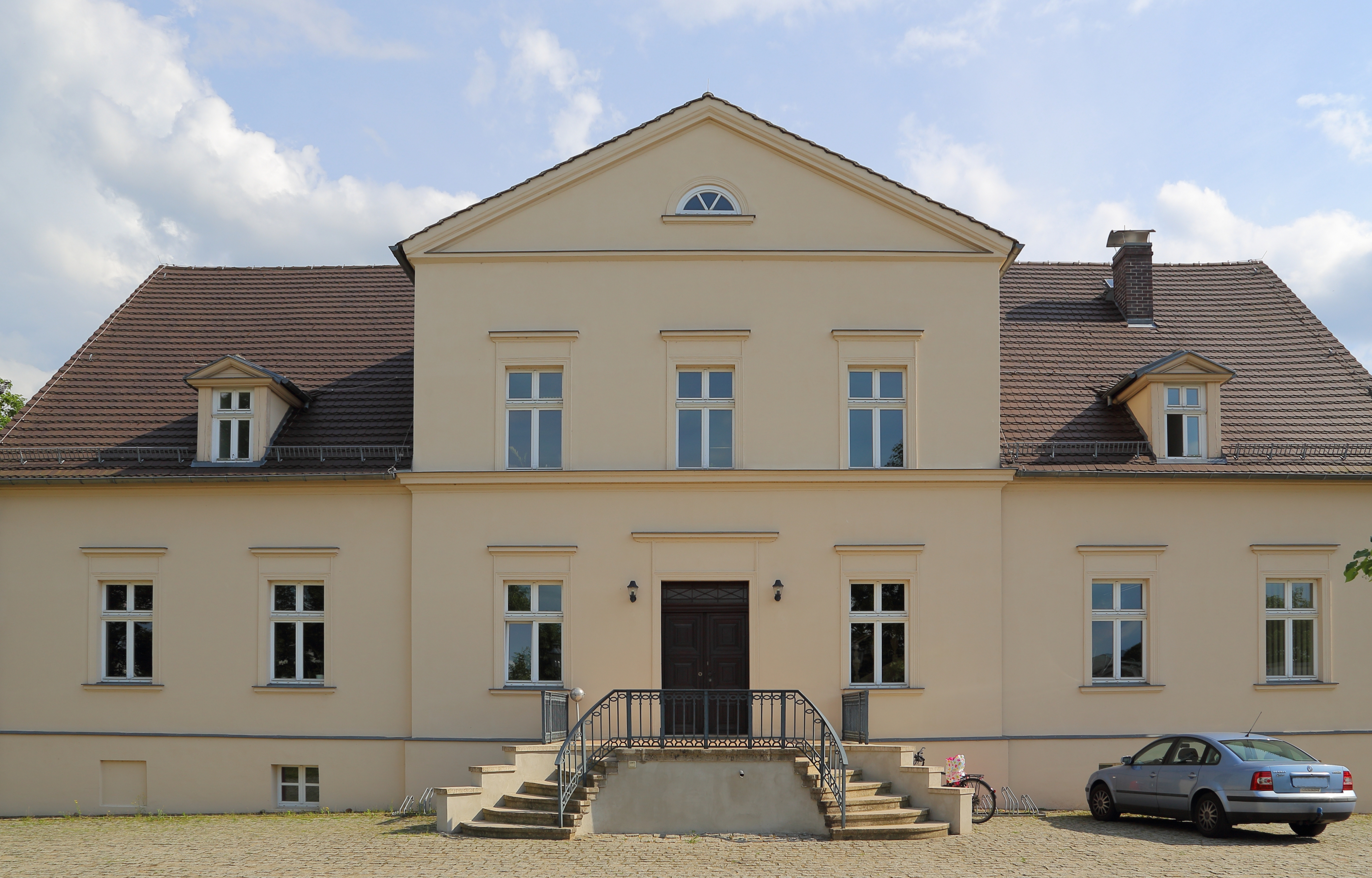
Ansicht der Hofseite (2016)

Das Herrenhaus Schenkendöbern, auch als Schloss Schenkendöbern bezeichnet, ist ein ehemaliges Herrenhaus im Ortsteil Schenkendöbern der gleichnamigen Gemeinde im Landkreis Spree-Neiße in Brandenburg. Heute befindet sich in dem Gebäude der Sitz der Gemeindeverwaltung. Das Herrenhaus ist ein eingetragenes Baudenkmal in der Denkmalliste des Landes Brandenburg.

## Gutsgeschichte
Das Gut Schenkendöbern gehörte lange Zeit der Familie Kohlo und zur Herrschaft Schenkendorf, die bis zu dessen Auflösung im Jahr 1811 dem Johanniterorden unterstellt war. Im Jahr 1748 wurde das Gut an Adam Friedrich von Schlieben verkauft, dessen Erben verkauften es im Jahr 1810 an den bisherigen Gutsverwalter Johann Christian Krüger. Nach dessen Tod im Jahr 1832 wurde das Gut Schenkendöbern von Krügers Schwester Marie Elisabeth Breitenfeld verwaltet, diese vererbte das Gut 1848 an ihre Tochter Johanna Sofie. Deren Ehemann Benno Schlinzig baute auf dem Gutsgelände einen landwirtschaftlichen Betrieb auf.
Zwischen 1871 und 1882 gehörte das Gut Schenkendöbern Paul von Roeder und anschließend bis 1907 Louis von Düring. Danach wurde das Gut von der aus Hannover stammenden Familie Vorsteher gekauft, die den Landwirtschaftsbetrieb weiter ausbaute und auf Milchproduktion spezialisierte. Bei der Bodenreform in der Sowjetischen Besatzungszone nach dem Zweiten Weltkrieg wurde die Familie Vorsteher enteignet. Das Gutsland wurde parzelliert und an Neubauern verteilt. Im Herrenhaus wurden Heimatvertriebene aus den ehemaligen Ostgebieten des Deutschen Reiches untergebracht.
Zur Zeit der DDR waren in dem Herrenhaus die Büros der Gemeindeverwaltung sowie der örtlichen Landwirtschaftlichen Produktionsgenossenschaft untergebracht. Des Weiteren wurde das Gebäude von der LPG-Küche, der Gemeindebibliothek und als Kindertagesstätte genutzt. Später stand das Herrenhaus einige Zeit leer. Zwischen 1993 und 1997 erfolgte eine umfassende Sanierung des Gebäudes. Nach Fertigstellung der Bauarbeiten wurde das Gebäude zunächst als Sitz der Verwaltung des Amtes Schenkendöbern genutzt. Das Amt Schenkendöbern wurde 2003 aufgelöst, da sich die angehörigen Gemeinden zur neuen Großgemeinde Schenkendöbern zusammengeschlossen hatten.

## Baugeschichte und Architektur

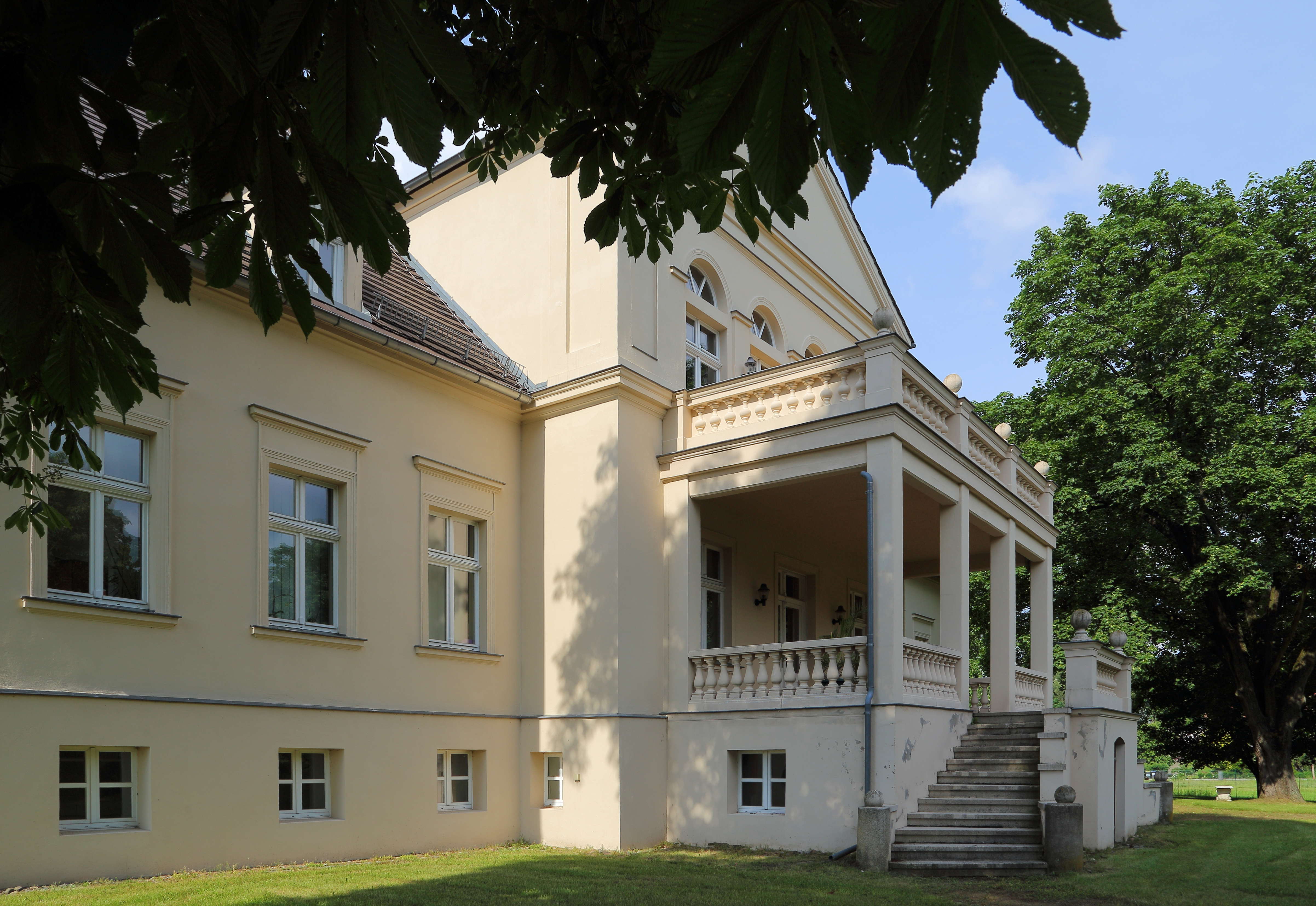
Ansicht der Freitreppe und der Terrasse (2016)

Das Herrenhaus wurde vermutlich in der ersten Hälfte des 19. Jahrhunderts östlich der in Nord-Süd-Richtung durch den Ort verlaufenden Dorfstraße (heutige Gemeindeallee) gebaut. Es ist ein eingeschossiger Putzbau aus Ziegelmauerwerk mit hohem Souterrain und einem Satteldach. An den Längsseiten hat das Herrenhaus jeweils dreiachsige Mittelrisalite mit vorgelagerten zweiläufigen Freitreppen, im Süden mit einer überdachten Terrasse und Balustrade. Die Terrassentür und die Fenster sind mit schlichten Putzrahmen versehen, in den jeweils drei Achsen links und rechts der Terrasse befinden sich rechteckige Fenster mit geraden Verdachungen. Im Obergeschoss sind die vier Fensteröffnungen rundbogig ausgeführt. Abgeschlossen wird der Mittelrisalit durch ein Zwerchhaus mit Satteldach.
An den schmalen Seiten hat das Herrenhaus jeweils vier Fenster mit gerader Verdachung, von denen die beiden mittleren verblendet sind. Unterhalb des Giebels erstreckt sich ein Sohlbankgesims mit zwei darüber liegenden Rechteckfenstern und zwei viertelrunden Fenstern in den Ecken; darüber liegt ein weiteres Rechteckfenster im Giebel. Auf der östlichen Seite existiert des Weiteren ein ebenerdiger Eingang mit der Höhe des Souterrains. Der Haupteingang zum Herrenhaus liegt auf der Nordseite des Gebäudes oberhalb einer zweiläufigen Freitreppe. Es ist ein rechteckiges zweiflügeliges Eingangsportal mit gerader Verdachung. Im Obergeschoss des Mittelrisalits liegen drei Rechteckfenster über einem Sohlbankgesims, das Zwerchhaus mit dem darin liegenden halbrunden Fenster wird hier wie auf der Südseite mit einem Satteldach abgeschlossen. Seitlich des Risaliten hat das Herrenhaus jeweils zwei rechteckige Fenster und eine Dachgaube.
Im Inneren des Herrenhauses befindet sich ein Foyer mit einer repräsentative Holztreppe und einigen hohen Holztüren mit Verdachungen. Die Räume in den Mittelrisaliten haben Stuckdecken mit Schablonenmalereien. Das Tragwerk der Dachkonstruktion ist an einer Stelle inschriftlich auf das Jahr 1865 datiert.